# Seesreingraben
Der Seesreingraben ist ein ca. 360 m langer Graben in Hamburg-Niendorf.

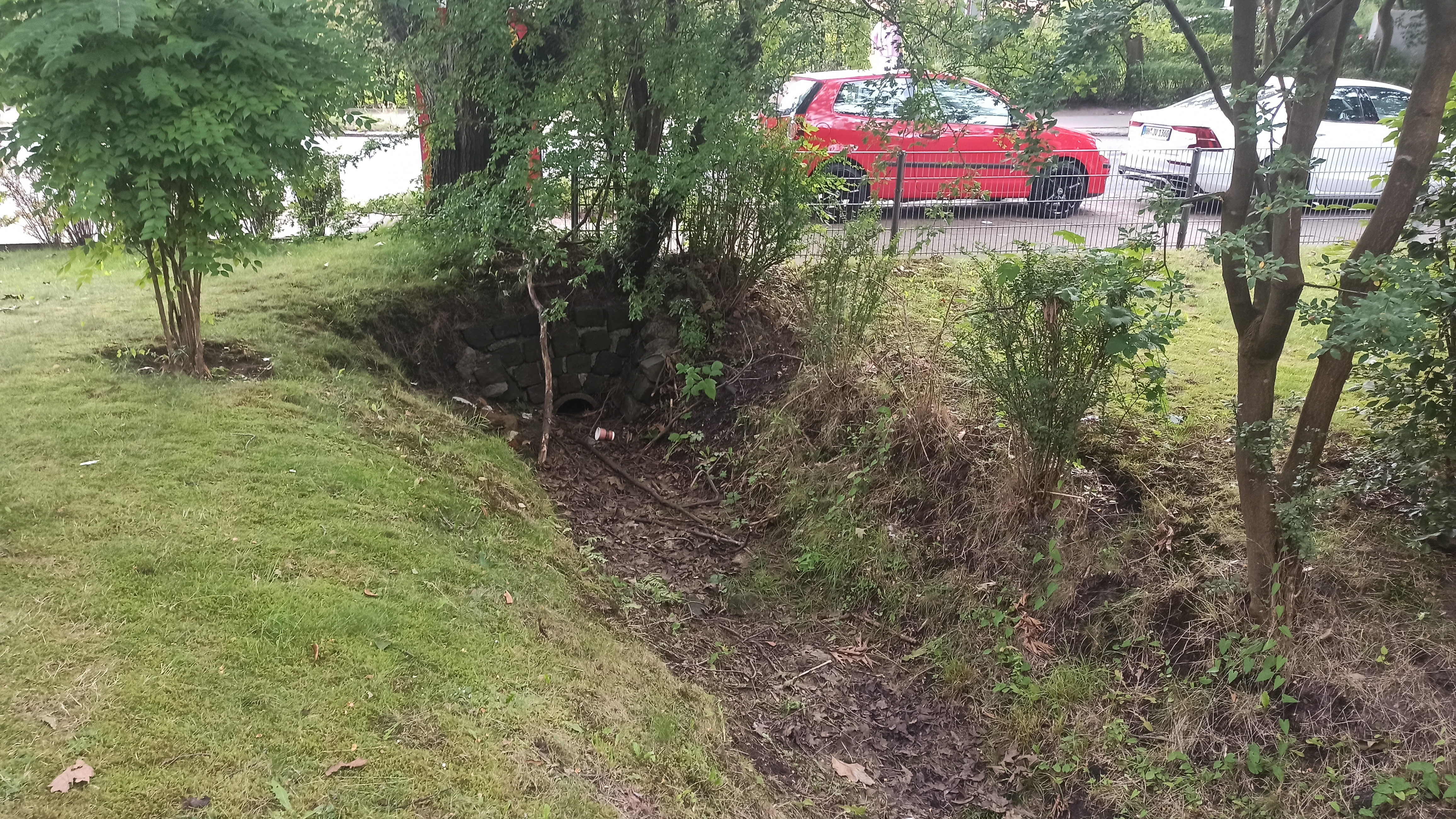
Quelle des Seesreingrabens an der Wendlohstraße

Er mündet nördlich der Straße Seesrein in den Schippelsmoorgraben.

## Verlauf
Er entspringt nordöstlich der Wendlohstraße und verläuft vorerst oberirdisch, fließt dann unterirdisch weiter und verläuft nach dem Herzog-Bruno-Weges oberirdisch an einer Parkanlage. Beim Graf-Anton-Weg fließt er wieder im Untergrund weiter, tritt an der Straße Seesrein wieder an die Oberfläche und mündet kurz danach in den Schippelsmoorgraben.